# ケイトリン・ヒル

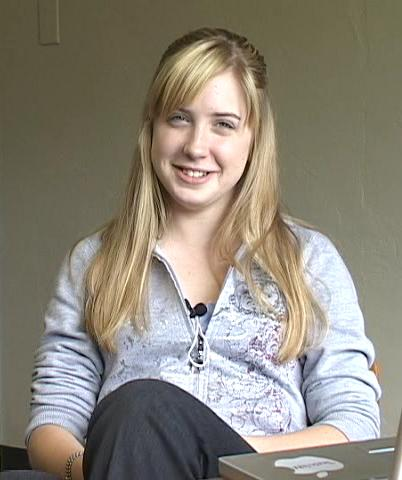
ケイトリン・ヒル

ケイトリン・ヒル（Caitlin Hill、1988年9月8日 - ）は、サイト上ではTheHill88を名乗るYouTuber。オーストラリアのブリスベンの自宅からビデオを製作し、編集し、アップロードしている。製作した動画のうち、2つが100万を超える閲覧数を数えている。登録者は4万以上であり、18歳という若さながら、彼女のチャンネルはYouTube発足以来の全ユーザー中13番目に位置するほどの登録者を維持し続けている。

## YouTube
ヒルがYouTubeに向けた最初の動画投稿は2006年の8月16日で、人気連続番組である『ロンリーガールフィフティーン』への、一ファンとしてのヴィデオ・レスポンスだった。翌日、彼女は同じYouTubeの人気コメディアン、リチャード・スターンへのヴィデオ・レスポンスとして"Re: LonelyGirl: Lazydork is Better Than You"をアップロードし、これで多くのファンを集め始めた。日刊紙「ジ・エイジ」に「低級なラップ」と評されたが 、このビデオ・レスポンスはYouTubeトップページの"featured video"に採り上げられ、390万回以上の視聴を受けてきた。
一年近くもの間YouTubeで相当数の視聴率を維持してきた結果、ヒルは2007年5月に「YouTubeパートナー」の最初の一人となった。この特権的な地位にはプロモーションの機会を得る利点と広告主からの収益分配をもたらす利点がある。
彼女がYouTubeコミュニティに加わろうという気になったのはブルック・ブローダックと、女優ジェシカ・ローズが演じる『ロンリーガールフィフティーン』のキャラクター、ブリーに倣いたかったからだと自身で語っている。ヒルは自身のビデオへの出演に加えて、レミ・ブロードウェイが製作、演出しYouTubeで公表している連続番組"Choose Your Own Tube"の中にたびたび役者として登場している。

## YouTube以外の活動
インデペンデント製作のホラービデオ、"The Girl in the Red Dress"で、レミ・ブロードウェイやその他の出演者に混じって、無償で、物語の核となる役を演じている。ヒルが見るよう勧めている非営利のWEBサイト、「ザ・ダルフール・ウォール（The Darfur Wall アフリカ・スーダンのダルフール地方で起こっているスーダン政府による集団虐殺の問題について人々の関心を高めるためのサイト）」は、彼女のYouTube上の名声のおかげで2週間の間に何百ものアクセスを得ることになった。
2007年の2月ヒルはカリフォルニアを訪れ、サンフランシスコで催されたYouTubeの集い「アズ・ワン」に参加した。滞在中に彼女はトム・グリーンによる生中継のWEB番組『トム・グリーン・ライヴ』にアル・ヤンコビック 、マイク・ヴァレリーと出演した。